# 王国保卫战系列
王国保卫战系列是由乌拉圭游戏开发商铁皮游戏工作室所开发的一系列塔防游戏。该系列的首部作品是2011年7月28日发布的《王国保卫战》，目前最新作是已于2024年7月25日推出的新作《王國保衛戰5：聯盟》截止2011年至今，《王国保卫战系列》共6部作品。

## 作品
| 游戏名称          | 英文名                   | 发行日期       | 游戏平台                                       |
| ----------------- | ------------------------ | -------------- | ---------------------------------------------- |
| 王国保卫战        | Kingdom Rush             | 2011年7月28日  | 浏览器、iOS、Android、Microsoft Windows、macOS |
| 王国保卫战：前线  | Kingdom Rush: Frontiers  | 2013年6月6日   | 浏览器、iOS、Android、Microsoft Windows、macOS |
| 王国保卫战：起源  | Kingdom Rush: Origins    | 2014年11月20日 | iOS、Android、Microsoft Windows、macOS         |
| 王国保卫战：复仇  | Kingdom Rush: Vengeance  | 2018年10月24日 | iOS、Android、Microsoft Windows、macOS         |
| 王国保卫战：传奇  | Legends of Kingdom Rush  | 2021年6月11日  | iOS、Microsoft Windows                         |
| 王国保卫战5：联盟 | Kingdom Rush 5: Alliance | 2024年7月25日  | iOS、Android、Microsoft Windows                |

## 评价
| 游戏             | Metacritic |
| ---------------- | ---------- |
| 王国保卫战       | 89/100     |
| 王国保卫战：前线 | 85/100     |
| 王国保卫战：起源 | 83/100     |
| 王国保卫战：复仇 | 89/100     |
| 王国保卫战：传奇 | 68/100     |

王国保卫战系列的各作品都获得了较正面的评价。

## 剧情
起源
《王国保卫战：起源》是初代《王国保卫战》的前传，剧情设定在维兹南与利尼维亚开战的几十年前。故事发生在南方大陆。在国王迪纳斯的讲述下，剧情通过每个关卡开始时提供的信息展开，精灵军队首先穿过艾瑞希尔，抵御豺狼人和部分暮光精灵的入侵，救出公主艾莉瑞雅并让她安全逃往北方国度利尼维亚；然后继续穿过仙境森林，打败了暮光精灵女王马莉西娅，但她却被远古蜘蛛女王黑寡妇救走，逃到了精灵首城的废墟，暮光精灵女王马莉西娅和远古蜘蛛女王黑寡妇，他们准备密谋夺取艾纳尼之泪，但被精灵军队阻止。
游戏以暮光精灵女王马莉西娅和远古蜘蛛女王黑寡妇的失败而告终，但他们已经成功腐化了艾纳尼之泪，所以人类王子迪纳斯准备暂时由黑暗巫师维兹南“保管”，这是维兹南从英雄堕落为邪恶霸主和王国保卫战主要Boss的原因。
初代
《王国保卫战》的剧情随每一关的开始而展开，首先会为您写上一个基本的关卡介绍，作为指示。从第一关南港开始，南港遭到哥布林、兽人的袭击，游戏沿着一条穿过利尼维亚王国、哈克拉吉雪山、瓦拉杜勒国度进行，击退由毀灭者领导的黑暗骑士，大雪怪领导的巨魔；最终的头目是黑暗巫师维兹南以及恶魔大军。
前线／边境
《王国保卫战：前线》延续了初代 《王国保卫战》 中结束的故事。当黑暗巫师维兹南被击败后，艾纳尼之泪被马拉加尔找到，逃到了王国东南部的荒野边境。王国军队穿越广阔沙漠、茂密丛林、无极山脉对抗游戏中的反派以及其他敌人， 故事通过每个关卡开始时提供的信息逐渐展开。最后，Boss安布拉被击败，艾纳尼之泪不知所踪。
复仇
故事开始于黑暗领主维兹南逃离地狱，却发现他的黑暗之塔被迪纳斯国王的人类改造为游乐场。随后维兹南便占领黑暗之塔并杀死塔内所有人类工人。维兹南随后开始实施入侵利尼维亚王国的计划，首先从王国最亲密的盟友之一矮人王国开始。
维兹南率领黑暗军队开始入侵矮人王国，尽管维兹南遭遇了多次抵抗，但最终还是将矮人国王博尔古逼入绝境，他试图做最后的抵抗，但被击败。维兹南通过夺取王座下储存的无数黄金，获得了继续征战所需的资金。
维兹南的军队并没有像初代《王国保卫战》中那样穿过暴云寺庙，而是绕道前往寒冷的北国。在北国，黑暗军队遭遇了多重可怕的情况，首先北国居民发现并警告黑暗军队的存在。然后黑暗军队被分裂，被困在多个浮冰上，然后在逼近北国之王阿库兹时遭遇暴风雪。最终，维兹南获胜并击败了阿库兹，将他包裹在冰雕中，维兹南完成了入侵利尼维亚的第二步。
最后，黑暗军队进入利尼维亚。维兹南攻占了银橡森林和奥提尔农田。又将迪纳斯国王与他的主要盟友艾莉瑞亚、马格努斯和杰拉尔德·逐光者隔离开来后，黑暗军队继续侵入迪纳斯城堡，最后，迪纳斯被击败，维兹南完成了入侵……却揭示了迪纳斯城堡中隐藏着更深、更黑暗的邪恶。
传奇
剧情始于迪纳斯城堡的深处。随着迪纳斯被传送，维兹南成为新国王，杰拉尔德·逐光者爵士等英雄被囚禁，以防止起义。他的牢房警卫被叫出地牢参加紧急会议。这让杰拉尔德被一个意想不到的阿斯拉救走，在她给了杰拉尔德武器和盔甲后，她逃离了现场，没有解释她的意图，但给了杰拉尔德充足的逃跑机会。在杀出一条血路来到街上后，他与一名游侠和一名奥术巫师联手。一起穿过城市，从墙上的缺口逃进树林。从那里，他们决定寻找更多的盟友来帮助他们消灭威胁他们沦陷王国的邪恶势力。
他们的第一次冒险发生在森林中。逃离地牢后，他们发现一些农民正在从草原上逃走，而兽人术士克鲁姆萨克·怒风正在恐吓该地区。杰拉尔德一行人深入森林，与兽人军队战斗，最后进入克鲁姆萨克的竞技场向他发起挑战。在那里，揭晓了克鲁姆萨克崛起的幕后推手是“复明教会”，他们帮助他以换取他未来的援助。经过一场激烈的战斗，克鲁姆萨克被击败，杰拉尔德继续他们的旅程。
他们前往山中调查那里异常活动的报告。在与守卫山脉的巨魔和邪教徒奋力拼搏后，他们到达了暴云寺庙，却发现它正被腐蚀。在那里，一个堕落的巨魔正在与复明教会合作，将山脉变成巨魔的领地，以实现他们已故领袖的愿望。杰拉尔德一行人试图阻止这个计划，与先驱者、巨魔和他们的复明邪教徒战斗。被击败后，邪教徒正转而使用的魔法牺牲自己，让乌尔古海死而复生，经过一场艰苦的战斗，尔古海死再次被杀死。剩余的暴云魔法师随后返回，协助制作一道传送门，引导冒险者们到达瓦拉杜勒，而“盲目威胁”的核心就居住于此。
瓦拉杜勒对冒险者来说构成了诸多危险，不友好的恶魔、骷髅，现在在瓦拉杜勒上游荡，在灰烬裂隙的中心，冒险者发现了一个传送门，盲目威胁从这里传播其影响力。守护它的是女预言家伊莉莎，她是复明教会的领袖，也是盲目威胁最忠实的仆人之一。杰拉尔德一行人与伊莉莎战斗，盲目威胁通过召唤其爪牙并进一步变异伊莉莎来协助伊莉莎，并赋予她更强大的力量。然而，尽管胜算不大，冒险者们还是获胜了，他们摧毁了传送门，并在暴云巫师的帮助下逃脱。传送门关闭了，利尼维亚暂时安全，冒险者们庆祝他们的胜利。
然而，盲目威胁并没有被击败，只是暂时被拖延了。在最后一副漫画中，维兹南骑着贝雷萨德来到遥远南方的精灵之地，在那里他遇到了马格努斯。马格努斯坚持认为一定还有其他办法，但维兹南告诉他他们已经别无选择。马格努斯和维兹南面对盲目威胁，维兹南让马格努斯立即召集所有英雄。

## 铁皮工作室历史
|                           | 这一天，3 位好友聚在一起，抛下一切，白手起家创建了 Ironhide 游戏工作室。 |
| ——铁皮游戏工作室2010.1.26 |                                                                          |

2010-2014
铁皮游戏工作室发布了《2010-足球世界杯问答》作为 Facebook 游戏的一部分。虽然是一次很好的经验，给了铁皮工作室一个教训：“制作一款成功的 Facebook 游戏并不是一件容易的事”。
《奥林匹亚之战》于同年 8 月发布。虽然是第二款发布的游戏，但它却是铁皮工作室开发的第一款游戏。他们采用了一个简单的概念，旨在在短短几个月内制作出最好的游戏。虽然游戏有些粗糙，但它为铁皮工作室以游戏开发者的身份谋生铺平了道路。
2011年7月28日，铁皮工作室在知名Flash游戏平台 Armor Games 上发布了《王国保卫战》。这是一款彻底改造了塔防游戏类型的游戏，并取得了巨大的成功。仅 Flash 版本就已在全球被玩了三亿次以上。它在 Armor Games 和 Kongregate 上 均被评为最佳游戏。
2012 年夏天，《王国保卫战》在 iPhone 和 iPod touch 上发布。
《王国保卫战：前线》的开发工作正在进行中，但为了按时完成，团队又增加了 5 名成员，因此再次搬到了更大的办公室。《前线》于 2013 年初秋在 Apple 和 Android 设备上发布。这款游戏一经推出便大获成功，在 40 多个国家的销售排行榜上名列第一。
经过漫长的 Greenlight 审核后，《王国保卫战》于2014年年初在 Steam 上以全高清格式发布。《王国保卫战：起源》于 2014 年 11 月下旬在 iOS 和 Android 上同时发布。
2015-2018
随着工作室的进一步壮大，铁皮搬到了一个更大的工作室，共23 人的团队可以在这里共同开展新项目。公司被分成三个不同的团队，同时开展三个不同的项目。《王国保卫战：前线》于 2016 年 7 月在 Steam 上发布。
2017 年 9 月，铁皮工作室发布《钢铁战队》，这是一款科幻题材的实时战略游戏，与之前发布的游戏截然不同，但保留了他们成名的风格和幽默。这款游戏一夜之间登上应用商店榜首，标志着该工作室未来的新起点。
2018 年 10 月，《王国保卫战：起源》在 Steam 上发布。同年 11 月， 《王国保卫战：复仇》也紧随其后发布。
2019-2022
《钢铁战队》延续了《王国保卫战》系列的脚步，于 2019 年 5 月在 Steam 上发布。铁皮的下一步是与 Lucky Duck 合作，将《王国保卫战》带到桌面游戏《王国保卫战：时空裂痕》由于第一部《王国保卫战》的灵感来自于创始人对龙与地下城的热爱，因此该系列已经完成了完整的循环。
2020 年初，《王国保卫战：前线》在 Nintendo Switch 上推出。接着《王国保卫战》和《王国保卫战：起源》也在Nintendo Switch推出。2020年底《王国保卫战：复仇》将在 Steam 上推出。
2021年6月，铁皮与 Lucky Duck 达成二度合作，发布全新桌游《王国保卫战：元素起义》。7，8月铁皮庆祝首款《王国保卫战》发布十周年，并在首款《王国保卫战》更新新英雄“天十”，6月，铁皮在 Apple Arcade 上 发布全新 RPG 风格游戏 《王国保卫战传奇》。
2022 年，《王国保卫战传奇》在 Steam 上发布，而《钢铁战队》的续集《钢铁战队：入侵》则于 9 月在移动商店发布。这款游戏多次引用了《王国保卫战传奇》，悄悄地将两个宇宙联系在一起。
2023-今
铁皮经过漫长的开发过程，一款具有后世界末日主题的塔防游戏《废土世界》终于在2023年9月在Apple Arcade上发布。《钢铁战队：入侵》于2023年9月在Steam上发布。
2024 年 2 月，《王国保卫战》故事将开启新篇章，《王国保卫战 5：联盟》将延续《复仇》和《传奇》的故事。
2024年4月，铁皮宣布《王国保卫战5：联盟》，将7月25日发布。
2024年7月25日，《王国保卫战 5：联盟》在Google Play，Apple store，Steam上线。